# Administration territoriale de Chaudière-Appalaches
Le palier supra-local de l'administration territoriale de Chaudière-Appalaches regroupe 9 municipalités régionales de comté et un territoire équivalent.
Le palier local est constitué de 136 municipalités locales. Il n'y a ni réserve indienne ni de territoire non organisé dans Chaudière-Appalaches.

## Palier supra-local
| Nom                | Chef-lieu                   | Population 2021 | Superficie terrestre km2 | Densité hab./km2 |
| ------------------ | --------------------------- | --------------- | ------------------------ | ---------------- |
| Beauce-Sartigan    | Saint-Georges               | 53 384          | 1 954,5                  | 27,31            |
| Bellechasse        | Saint-Lazare-de-Bellechasse | 38 000          | 1 751,06                 | 21,7             |
| L'Islet            | Saint-Jean-Port-Joli        | 17 598          | 2 448,5                  | 7,19             |
| La Nouvelle-Beauce | Sainte-Marie                | 37 988          | 905,58                   | 41,95            |
| Les Appalaches     | Thetford Mines              | 43 412          | 1 911,83                 | 22,71            |
| Les Etchemins      | Lac-Etchemin                | 16 927          | 1 810,05                 | 9,35             |
| Lévis*             |                             | 149 683         | 497                      | 301,17           |
| Lotbinière         | Sainte-Croix                | 34 586          | 1 687                    | 20,5             |
| Montmagny          | Montmagny                   | 22 481          | 1 722,5                  | 13,05            |
| Beauce-Centre      | Beauceville                 | 19 253          | 844,8                    | 22,79            |
| Région             | Région                      | 433 312         | 15 676,75                | 27,64            |

## Palier local

### Municipalités locales
| Nom                                   | Désignation              | Superficie km2 | Population 2021 | MRC                | Code géographique |
| ------------------------------------- | ------------------------ | -------------- | --------------- | ------------------ | ----------------- |
| Adstock                               | Municipalité             | 305,8          | 2 903           | Les Appalaches     | 2431056           |
| Armagh                                | Municipalité             | 170,1          | 1 439           | Bellechasse        | 2407025           |
| Beauceville                           | Ville                    | 166,2          | 6 185           | Beauce-Centre      | 2427028           |
| Beaulac-Garthby                       | Municipalité             | 93,9           | 931             | Les Appalaches     | 2431008           |
| Beaumont                              | Municipalité             | 44,7           | 2 968           | Bellechasse        | 2419105           |
| Berthier-sur-Mer                      | Municipalité             | 26,85          | 1 744           | Montmagny          | 2418065           |
| Cap-Saint-Ignace                      | Municipalité             | 205,8          | 3 099           | Montmagny          | 2418045           |
| Courcelles-Saint-Évariste             | Municipalité             | 203,5          | 1 325           | Beauce-Sartigan    |                   |
| Disraeli                              | Municipalité de paroisse | 97,5           | 1 163           | Les Appalaches     | 2431020           |
| Disraeli                              | Ville                    | 8,2            | 2 360           | Les Appalaches     | 2431015           |
| Dosquet                               | Municipalité             | 64,5           | 935             | Lotbinière         | 2433040           |
| East Broughton                        | Municipalité             | 8,9            | 2 248           | Les Appalaches     | 2431122           |
| Frampton                              | Municipalité             | 151,5          | 1 309           | La Nouvelle-Beauce | 2426005           |
| Honfleur                              | Municipalité             | 50,7           | 881             | Bellechasse        | 2419070           |
| Irlande                               | Municipalité             | 111,93         | 897             | Les Appalaches     | 2431040           |
| Kinnear's Mills                       | Municipalité             | 93,1           | 397             | Les Appalaches     | 2431105           |
| L'Islet                               | Municipalité             | 176,3          | 3 803           | L'Islet            | 2417078           |
| Lac-Etchemin                          | Municipalité             | 161,6          | 4 028           | Les Etchemins      | 2428053           |
| Lac-Frontière                         | Municipalité             | 51,3           | 175             | Montmagny          | 2418010           |
| Lac-Poulin                            | Municipalité de village  | 1,6            | 171             | Beauce-Sartigan    | 2429095           |
| La Durantaye                          | Municipalité de paroisse | 34,3           | 782             | Bellechasse        | 2419090           |
| La Guadeloupe                         | Municipalité de village  | 32,7           | 1 805           | Beauce-Sartigan    | 2429030           |
| Laurier-Station                       | Municipalité de village  | 12             | 2 570           | Lotbinière         | 2433060           |
| Leclercville                          | Municipalité             | 135,5          | 491             | Lotbinière         | 2433123           |
| Lévis                                 | Ville                    | 497            | 149 683         | *                  | 2425213           |
| Lotbinière                            | Municipalité             | 100            | 855             | Lotbinière         | 2433115           |
| Montmagny                             | Ville                    | 145            | 10 999          | Montmagny          | 2418050           |
| Notre-Dame-Auxiliatrice-de-Buckland   | Municipalité de paroisse | 96,6           | 767             | Bellechasse        | 2419010           |
| Notre-Dame-des-Pins                   | Municipalité de paroisse | 25             | 1 812           | Beauce-Sartigan    | 2429120           |
| Notre-Dame-du-Rosaire                 | Municipalité             | 163,1          | 371             | Montmagny          | 2418040           |
| Notre-Dame-du-Sacré-Cœur-d'Issoudun   | Municipalité de paroisse | 60,6           | 867             | Lotbinière         | 2433085           |
| Sacré-Cœur-de-Jésus                   | Municipalité de paroisse | 104,4          | 536             | Les Appalaches     | 2431130           |
| Saint-Adalbert                        | Municipalité             | 217,9          | 460             | L'Islet            | 2417015           |
| Saint-Adrien-d'Irlande                | Municipalité             | 53             | 395             | Les Appalaches     | 2431095           |
| Saint-Agapit                          | Municipalité             | 64             | 4 505           | Lotbinière         | 2433045           |
| Saint-Alfred                          | Municipalité             | 43,9           | 519             | Beauce-Centre      | 2427015           |
| Saint-Anselme                         | Municipalité             | 74,9           | 4 047           | Bellechasse        | 2419062           |
| Saint-Antoine-de-l'Isle-aux-Grues     | Municipalité de paroisse | 24,1           | 122             | Montmagny          | 2418070           |
| Saint-Antoine-de-Tilly                | Municipalité             | 59,6           | 1 682           | Lotbinière         | 2433095           |
| Saint-Apollinaire                     | Municipalité             | 98,17          | 7 968           | Lotbinière         | 2433090           |
| Saint-Aubert                          | Municipalité             | 100,9          | 1 441           | L'Islet            | 2417055           |
| Saint-Benjamin                        | Municipalité             | 112,5          | 1 090           | Les Etchemins      | 2428025           |
| Saint-Benoît-Labre                    | Municipalité             | 86,9           | 1 617           | Beauce-Sartigan    | 2429100           |
| Saint-Bernard                         | Municipalité             | 90,6           | 2 535           | La Nouvelle-Beauce | 2426055           |
| Saint-Camille-de-Lellis               | Municipalité de paroisse | 251,5          | 737             | Les Etchemins      | 2428070           |
| Saint-Charles-de-Bellechasse          | Municipalité             | 94,7           | 2 583           | Bellechasse        | 2419097           |
| Saint-Côme–Linière                    | Municipalité             | 152,2          | 3 278           | Beauce-Sartigan    | 2429057           |
| Saint-Cyprien                         | Municipalité de paroisse | 94,2           | 474             | Les Etchemins      | 2428040           |
| Saint-Cyrille-de-Lessard              | Municipalité de paroisse | 231,4          | 742             | L'Islet            | 2417045           |
| Saint-Damase-de-L'Islet               | Municipalité             | 249,6          | 563             | L'Islet            | 2417040           |
| Saint-Damien-de-Buckland              | Municipalité de paroisse | 82,7           | 1 893           | Bellechasse        | 2419030           |
| Saint-Édouard-de-Lotbinière           | Municipalité de paroisse | 98,5           | 1 240           | Lotbinière         | 2433080           |
| Saint-Elzéar                          | Municipalité             | 87,1           | 2 623           | La Nouvelle-Beauce | 2426022           |
| Saint-Éphrem-de-Beauce                | Municipalité             | 119            | 2 323           | Beauce-Sartigan    | 2429112           |
| Saint-Fabien-de-Panet                 | Municipalité de paroisse | 188,8          | 945             | Montmagny          | 2418015           |
| Saint-Flavien                         | Municipalité             | 65,8           | 1 619           | Lotbinière         | 2433052           |
| Saint-Fortunat                        | Municipalité             | 76,6           | 255             | Les Appalaches     | 2431030           |
| Saint-François-de-la-Rivière-du-Sud   | Municipalité             | 96,5           | 1 580           | Montmagny          | 2418060           |
| Saint-Frédéric                        | Municipalité de paroisse | 72,3           | 1 065           | Beauce-Centre      | 2427065           |
| Saint-Gédéon-de-Beauce                | Municipalité             | 200            | 2 093           | Beauce-Sartigan    | 2429013           |
| Saint-Georges                         | Ville                    | 202,4          | 32 935          | Beauce-Sartigan    | 2429073           |
| Saint-Gervais                         | Municipalité             | 90             | 2 138           | Bellechasse        | 2419075           |
| Saint-Gilles                          | Municipalité             | 180,8          | 2 859           | Lotbinière         | 2433035           |
| Saint-Henri                           | Municipalité             | 124,2          | 5 813           | Bellechasse        | 2407025           |
| Saint-Hilaire-de-Dorset               | Municipalité de paroisse | 189,4          | 5 813           | Beauce-Sartigan    | 2419068           |
| Saint-Honoré-de-Shenley               | Municipalité             | 133,7          | 1 555           | Beauce-Sartigan    | 2429038           |
| Saint-Isidore                         | Municipalité             | 102,4          | 3 286           | La Nouvelle-Beauce | 2426063           |
| Saint-Jacques-de-Leeds                | Municipalité             | 83,2           | 711             | Les Appalaches     | 2431140           |
| Saint-Jacques-le-Majeur-de-Wolfestown | Municipalité de paroisse | 61,6           | 186             | Les Appalaches     | 2431025           |
| Saint-Janvier-de-Joly                 | Municipalité             | 111,4          | 1 079           | Lotbinière         | 2433065           |
| Saint-Jean-de-Brébeuf                 | Municipalité             | 79,5           | 351             | Les Appalaches     | 2431100           |
| Saint-Jean-Port-Joli                  | Municipalité             | 240,9          | 3 329           | L'Islet            | 2417070           |
| Saint-Joseph-de-Beauce                | Ville                    | 116            | 5 014           | Beauce-Centre      | 2427043           |
| Saint-Joseph-de-Coleraine             | Municipalité             | 134,5          | 1 820           | Les Appalaches     | 2431045           |
| Saint-Joseph-des-Érables              | Municipalité             | 52,4           | 377             | Beauce-Centre      | 2427050           |
| Saint-Jules                           | Municipalité de paroisse | 55,7           | 547             | Beauce-Centre      | 2427055           |
| Saint-Julien                          | Municipalité             | 82,8           | 378             | Les Appalaches     | 2431035           |
| Saint-Just-de-Bretenières             | Municipalité             | 133,1          | 639             | Montmagny          | 2418005           |
| Saint-Lambert-de-Lauzon               | Municipalité             | 109,5          | 6 817           | La Nouvelle-Beauce | 2426070           |
| Saint-Lazare-de-Bellechasse           | Municipalité             | 85,7           | 1 332           | Bellechasse        | 2419050           |
| Saint-Léon-de-Standon                 | Municipalité de paroisse | 136,2          | 1 042           | Bellechasse        | 2419020           |
| Saint-Louis-de-Gonzague               | Municipalité             | 118,5          | 390             | Les Etchemins      | 2428035           |
| Saint-Luc-de-Bellechasse              | Municipalité             | 159,5          | 449             | Les Etchemins      | 2428060           |
| Saint-Magloire                        | Municipalité             | 208,7          | 712             | Les Etchemins      | 2428075           |
| Saint-Malachie                        | Municipalité de paroisse | 103,2          | 1 667           | Bellechasse        | 2419025           |
| Saint-Marcel                          | Municipalité             | 180,1          | 422             | L'Islet            | 2417020           |
| Saint-Martin                          | Municipalité de paroisse | 119,9          | 2 588           | Beauce-Sartigan    | 2429045           |
| Saint-Michel-de-Bellechasse           | Municipalité             | 44,7           | 1 871           | Bellechasse        | 2419110           |
| Saint-Narcisse-de-Beaurivage          | Municipalité de paroisse | 60,8           | 1 152           | Lotbinière         | 2433030           |
| Saint-Nazaire-de-Dorchester           | Municipalité de paroisse | 51,6           | 338             | Bellechasse        | 2419015           |
| Saint-Nérée-de-Bellechasse            | Municipalité             | 76,3           | 744             | Bellechasse        | 2419045           |
| Saint-Odilon-de-Cranbourne            | Municipalité             | 130,5          | 1 407           | Beauce-Centre      | 2427035           |
| Saint-Omer                            | Municipalité             | 122,4          | 294             | L'Islet            | 2417005           |
| Saint-Pamphile                        | Ville                    | 137,9          | 2 274           | L'Islet            | 2417010           |
| Saint-Patrice-de-Beaurivage           | Municipalité             | 85,5           | 1 109           | Lotbinière         | 2433025           |
| Saint-Paul-de-Montminy                | Municipalité             | 163,8          | 849             | Montmagny          | 2418030           |
| Saint-Philémon                        | Municipalité de paroisse | 148            | 680             | Bellechasse        | 2419005           |
| Saint-Philibert                       | Municipalité             | 56,6           | 379             | Beauce-Sartigan    | 2429065           |
| Saint-Pierre-de-Broughton             | Municipalité             | 148,5          | 889             | Les Appalaches     | 2431135           |
| Saint-Pierre-de-la-Rivière-du-Sud     | Municipalité de paroisse | 91,6           | 840             | Montmagny          | 2418055           |
| Saint-Prosper                         | Municipalité             | 134,1          | 3 596           | Les Etchemins      | 2428020           |
| Saint-Raphaël                         | Municipalité             | 123,3          | 2 458           | Bellechasse        | 2419082           |
| Saint-René                            | Municipalité de paroisse | 61,4           | 946             | Beauce-Sartigan    | 2429050           |
| Saint-Roch-des-Aulnaies               | Municipalité de paroisse | 162,4          | 955             | L'Islet            | 2417065           |
| Saint-Séverin                         | Municipalité de paroisse | 58,7           | 300             | Beauce-Centre      | 2427070           |
| Saint-Simon-les-Mines                 | Municipalité             | 47,3           | 573             | Beauce-Sartigan    | 2429125           |
| Saint-Sylvestre                       | Municipalité             | 148,1          | 1 019           | Lotbinière         | 2433007           |
| Saint-Théophile                       | Municipalité             | 436,9          | 702             | Beauce-Sartigan    | 2429005           |
| Saint-Vallier                         | Municipalité             | 60,5           | 1 031           | Bellechasse        | 2419117           |
| Saint-Victor                          | Municipalité             | 121,8          | 2 313           | Beauce-Centre      | 2427008           |
| Saint-Zacharie                        | Municipalité             | 188,8          | 1 684           | Les Etchemins      | 2428005           |
| Sainte-Agathe-de-Lotbinière           | Municipalité             | 166,7          | 1 049           | Lotbinière         | 2433017           |
| Sainte-Apolline-de-Patton             | Municipalité de paroisse | 257,6          | 505             | Montmagny          | 2418025           |
| Sainte-Aurélie                        | Municipalité             | 79,9           | 856             | Les Etchemins      | 2428015           |
| Sainte-Claire                         | Municipalité             | 89,1           | 3 526           | Bellechasse        | 2419055           |
| Sainte-Clotilde-de-Beauce             | Municipalité             | 60,8           | 569             | Les Appalaches     | 2431060           |
| Sainte-Croix                          | Municipalité             | 72,4           | 2 529           | Lotbinière         | 2433102           |
| Sainte-Euphémie-sur-Rivière-du-Sud    | Municipalité             | 93,2           | 338             | Montmagny          | 2418035           |
| Sainte-Félicité                       | Municipalité             | 94,1           | 350             | L'Islet            | 2417025           |
| Sainte-Hénédine                       | Municipalité de paroisse | 51,2           | 1 440           | La Nouvelle-Beauce | 2426040           |
| Sainte-Justine                        | Municipalité             | 126,4          | 1 828           | Les Etchemins      | 2428045           |
| Sainte-Louise                         | Municipalité de paroisse | 77,1           | 674             | L'Islet            | 2417060           |
| Sainte-Lucie-de-Beauregard            | Municipalité             | 81,8           | 275             | Montmagny          | 2418020           |
| Sainte-Marguerite                     | Municipalité de paroisse | 83,1           | 1 175           | La Nouvelle-Beauce | 2426035           |
| Sainte-Marie                          | Ville                    | 108,9          | 13 134          | La Nouvelle-Beauce | 2426030           |
| Sainte-Perpétue                       | Municipalité             | 292,4          | 1 715           | L'Islet            | 2417030           |
| Sainte-Praxède                        | Municipalité de paroisse | 155            | 351             | Les Appalaches     | 2431050           |
| Sainte-Rose-de-Watford                | Municipalité             | 115,7          | 740             | Les Etchemins      | 2428030           |
| Sainte-Sabine                         | Municipalité de paroisse | 68             | 343             | Les Etchemins      | 2428065           |
| Saints-Anges                          | Municipalité de paroisse | 69,5           | 1 239           | La Nouvelle-Beauce | 2426010           |
| Scott                                 | Municipalité             | 32,1           | 2 566           | La Nouvelle-Beauce | 2426048           |
| Thetford Mines                        | Ville                    | 227,7          | 26 072          | Les Appalaches     | 2431084           |
| Tourville                             | Municipalité             | 165,1          | 576             | L'Islet            | 2417035           |
| Tring-Jonction                        | Municipalité de village  | 27,3           | 1 526           | Beauce-Centre      | 2427060           |
| Val-Alain                             | Municipalité             | 102,9          | 986             | Lotbinière         | 2433070           |
| Vallée-Jonction                       | Municipalité             | 25,9           | 1 864           | La Nouvelle-Beauce | 2426015           |
| Total                                 |                          | 15 676,75      | 433 312         |                    |                   |